# Conus cancellatus
Espèce
Statut de conservation UICN

 LC  : Préoccupation mineure
Conus cancellatus est une espèce de mollusques gastéropodes marins de la famille des Conidae.
Comme toutes les espèces du genre Conus, ces escargots sont prédateurs et venimeux. Ils sont capables de « piquer » les humains et doivent donc être manipulés avec précaution, voire pas du tout.

## Distribution
Cette espèce est présente dans la Mer des Caraïbes, le Golfe du Mexique et les Petites Antilles.

### Niveau de risque d’extinction de l’espèce
Selon l'analyse de l'UICN réalisée en 2011 pour la définition du niveau de risque d'extinction, cette espèce est restreinte au Golfe du Mexique. Il n'y a aucune menace connue, sauf la possibilité de dommages causés par la marée noire de Deepwater Horizon. Cette espèce est classée dans la catégorie préoccupation mineure.

## Taxonomie

### Publication originale
L'espèce Conus cancellatus a été décrite pour la première fois en 1792 par le conchyliologiste danois Christian Hee Hwass (1731-1803) dans la publication intitulée « Encyclopédie méthodique ou par ordre de matières Histoire naturelle des vers - volume 1 » écrite par le naturaliste français Jean-Guillaume Bruguière (1750-1798),.

### Synonymes
- Conasprella (Conasprella) cancellata (Hwass, 1792) · non accepté
- Conasprella cancellata (Hwass, 1792) · non accepté
- Conasprelloides cancellatus (Hwass, 1792) · non accepté
- Conus (Dauciconus) cancellatus Hwass, 1792 · appellation alternative

### Sous-espèces
- Conus cancellatus cancellatus Hwass, 1792
- Conus cancellatus capricorni Van Mol, Tursch & Kempf, 1967
- Conus cancellatus finkli Petuch, 1987

## Identifiants taxonomiques
Chaque taxon catalogué par les bases de données biologiques et taxonomiques possède un identifiant qui permet d'établir un point de référence. Les identifiants de Conus cancellatus dans les principales bases sont les suivants :
BOLD : 650290 - CoL : XX47 - GBIF : 5193146 - iNaturalist : 431892 - IRMNG : 10606622 - NCBI : 542861 - SeaLifeBase : 75403 - TAXREF : 6369 - UICN : 192693 - WoRMS : 420206 - ZOBODAT : 120408